# Скотт, Закари
Закари Скотт (англ. Zachary Scott; 21 февраля 1914 — 3 октября 1965) — американский актёр, известный ролями злодеев и «таинственных мужчин».

## Биография
Родился в Остине, штат Техас. Скотт намеревался, как и его отец, стать врачом, но после учёбы в университете Техаса работать по этой специальности не стал. Он записался юнгой на грузовое судно, следовавшее в Англию. По прибытии Закари устроился в репертуарный театр, где перед возвращением в Техас выступал непродолжительное время.
В Техасе Скотта заметил режиссёр Альфред Лант и убедил его переехать в Нью-Йорк выступать на Бродвее. Дебютировал Скотт в 1941 году в постановке «О, дикость!», сыграв роль бармена. Три года спустя продюсер Джек Уорнер пригласил актёра в картину «Маска Димитриоса».
Настоящее признание пришло к Скотту в 1945 году после выхода фильма «Милдред Пирс», где он исполнил роль Монти Берагона. Критики назвали актёра «перспективным». На протяжении своей карьеры Закари Скотт играл в основном роль негодяев, например фильмы «Южанин» (1945), «Путь фламинго» (1949), «Виновный свидетель» (1950), «Тень на стене» (1950) и «Крылья опасности» (1952).
Начиная с 1950 года в карьере актёра произошёл спад, поэтому Скотт сосредоточился на съёмках в телевизионных шоу и театральных постановках. Последнюю роль он исполнил в эпизоде телесериала «Сыромятная кожа». В 1960 году Скотт стал обладателем звезды на Голливудской «Аллее славы».
Умер актёр в 1965 году от рака головного мозга. В 1968 году один из театральных центров Остина стал носить имя Закари Скотта.

## Фильмография
- «Маска Димитриоса» (1944)
- «Милдред Пирс» (1945)
- «Сигнал об опасности» (1945)
- «Неверная» (1947)
- «Безжалостный» (1948)
- «Кнут» (1948)
- «Путь фламинго» (1949)
- «Флэкси Мартин» (1949)
- «Рождённая быть плохой» (1950)
- «Тень на стене» (1950)
- «Виновный свидетель» (1950)
- «Давай сделаем это легально» (1951)
- «Молния бьёт дважды» (1951)
- «Пламя островов» (1956)
- «Девушка» (1960)